# Marta Tomac
Marta Tomac (Trondheim, 20 september 1990) is een Kroatisch-Noorse handbalspeler die speelt voor Vipers Kristiansand en het Noorse nationale team.

## Carrière
Marta Tomac speelde in haar jeugd voor Utleira. Vanaf 2006 speelde de midden opbouwster 4 seizoenen voor Selbu IL. In het seizoen 2009/10, eindigde Tomac als tweede in de Eliteserien-topscorerslijst met 143 doelpunten. Daarna werd ze gecontracteerd door de Deense topclub SK Aarhus. Een jaar later keerde ze terug naar de Noorse competitie bij eersteklasser Byåsen HE. In de zomer van 2015 maakte ze een transfer naar competitierivaal Vipers Kristiansand. Met de Vipers won ze het Noorse kampioenschap in 2018, 2019, 2020, 2021 en 2022, de EHF Champions League in 2021 en 2022 en de Norgesmesterskap, de Noorse bekercompetitie, in 2017, 2018, 2019, 2020 en 2021. Ook stond ze in 2018 in de finale van de EHF Cup .
Tomac speelde vanaf haar twaalfde voor Kroatische nationale jeugdteams en werd onder andere geselecteerd voor het EK U-17 in 2007 en het WK U-20 in 2010. Verder speelde ze 11 interlands voor de Kroatische nationale ploeg. Nadat Tomac het Noorse staatsburgerschap had aanvaard, debuteerde ze op 26 november 2015 voor het Noorse nationale team. Haar eerste toernooi namens Noorwegen waren de Wereldkampioenschappen in 2015, dat door Noorwegen gewonnen werd. Tijdens dat toernooi scoorde ze 10 doelpunten. Een jaar later werd er ook goud gewonnen op het EK. Op het EK 2018 werd ze vijfde met Noorwegen. Op het EK 2020 kon ze opnieuw een Europese titel op haar erelijst bijschrijven. Tomac speelde dat toernooi slechts één wedstrijd, de laatste wedstrijd in de hoofdronde tegen Hongarije. In 2021 behoorde ze tot de Noorse selectie voor de Olympische spelen in Tokio en behaalde daar een bronzen medaille met het Noorse team. Tomac scoorde tijdens dat toernooi in totaal drie doelpunten.

## Privé
Marta Tomac is de dochter van de Kroatische handbaltrainer Željko Tomac die in 1986 met zijn vrouw naar Noorwegen verhuisde en ze heeft een zus Teodora die voor Byåsen HE en het Kroatisch nationale team speelt.